# Mixonychus cruzae
Mixonychus cruzae är en spindeldjursart som beskrevs av Corpuz-Raros 1978. Mixonychus cruzae ingår i släktet Mixonychus och familjen Tetranychidae. Inga underarter finns listade i Catalogue of Life.